# Processo amilolítico

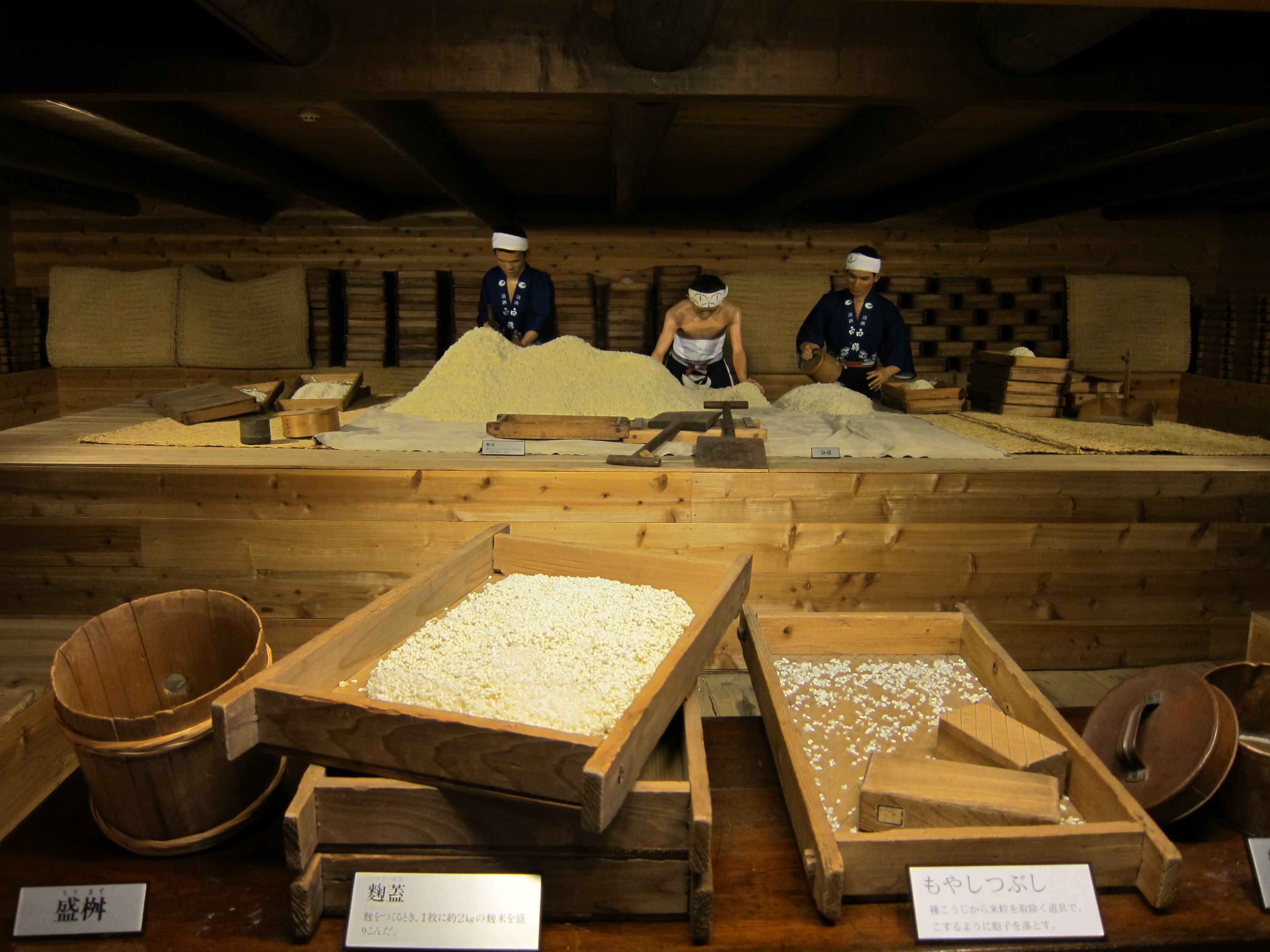
Uma exposição do Museu Hakutsuru do Saquê mostrando o processo de fabricação de saquê, que depende do processo amilolítico.

O processo amilolítico ou amilólise é a conversão do amido em açúcar pela ação de ácidos ou enzimas amilolíticas como a amilase.
O amido se acumula dentro das folhas das plantas durante os períodos de luz, quando o amido pode ser produzido por processos fotossintéticos. Esse processo para no escuro por não haver luz suficiente para levar essa reação adiante. A transformação do amido em açúcar, necessário para a respiração celular, é feita pela enzima amilase.

## Uso
O processo amilolítico é essencial na produção de álcool a partir de grãos, ricos em amido, mas pobres em açucares. O açúcar necessário para produzir álcool é derivado do amido por meio do processo amilolítico. Na fabricação de cerveja, isso é feito por meio da maltagem. Na produção de saquê, o fungo Aspergillus oryzae realiza a amilólise e, na de tapai, Saccharomyces cerevisiae.